# Epitonium humerosum
Epitonium humerosum is een slakkensoort uit de familie van de Epitoniidae. De wetenschappelijke naam van de soort is voor het eerst geldig gepubliceerd in 1901 door G. B. Sowerby III.